# Steppenwolf
Steppenwolf byla kanadsko-americká rocková skupina, která vznikla v Los Angeles v roce 1967. Skupinu založili zpěvák a rytmický kytarista John Kay, klávesista Goldy McJohn a bubeník Jerry Edmonton, kteří všichni dříve působili v kanadské kapele The Sparrows. Kytarista Michael Monarch a baskytarista Rushton Moreve se přidali prostřednictvím inzerátů umístěných v obchodech s hudebními nosiči a nástroji v oblasti Los Angeles.
Steppenwolf prodali více než 25 milionů desek po celém světě, vydali sedm zlatých alb a jedno platinové album a měli 13 singlů v americkém žebříčku Billboard Hot 100, z nichž sedm se dostalo do Top 40, včetně tří hitů v Top 10: „Born to Be Wild“, „Magic Carpet Ride“ a „Rock Me“. Steppenwolf slavili celosvětový úspěch v letech 1968 až 1972, ale konflikty mezi členy vedly ke konci základní sestavy. V letech 1980 až 2018 byl John Kay jediným původním členem kapely, přičemž od roku 1967 působil jako hlavní zpěvák. V tomto období vystupovala skupina pod názvem John Kay & Steppenwolf. V Kanadě měli čtyři písně v Top 10, 12 v Top 40 a 14 v Top 100.
V roce 2016 byla kapela nominována na uvedení do Rock and Roll Hall of Fame pro rok 2017. Ačkoli nezískali dostatek hlasů, aby se kvalifikovali v daném roce, v roce 2018 Rock and Roll Hall of Fame zařadila jejich největší singl — „Born to Be Wild“ z roku 1968 — jako první výběr do své nové kategorie pro jednotlivé skladby.
Společně se skupinami Blue Cheer, Iron Butterfly a dalšími přispěli k založení hudebního stylu heavy metal.